# Louiseville
Louiseville är en stad (kommun av typen ville) och tätort (centre de population) i provinsen Québec i Kanada. Den ligger i regionen Mauricie, i den sydöstra delen av landet, 230 km öster om huvudstaden Ottawa.